# Fissidens titalyanus
Fissidens titalyanus är en bladmossart som beskrevs av C. Müller 1872. Fissidens titalyanus ingår i släktet fickmossor, och familjen Fissidentaceae. Inga underarter finns listade i Catalogue of Life.